# Василь Кулинич
Кулинич Василь (19 березня 1893, присілок Кулиничі Кам'янки Лісної — 26 січня 1981, Жовква) — галицький священник, з 1941 року — декан Рава-Руського деканату.

## Життєпис
Народився 1893 року в сім'ї Семена Кулинича на присілку Кулиничі Кам'янки Лісної. Початкову освіту здобув в народній школі в Кам'янці Лісній. Навчався у Львові та Перемишлі.
У 1923 році прийняв з рук Перемишльського єпископа св. Тайну священства. З 1928 року — парох в Новій Кам'янці. З 1941 року — декан Рава-Руського деканату.
У 1945 році Василь Кулинич був заарештований і висланий на заслання спершу у місто Котлас Архангельської області, потім у м. Великий Устюг Вологодської області. 1954 року повернувся в Україну: жив деякий час у Львові, у Сколівському районі, Миколаївській, Запорізькій і Хмельницькій областях.
У 1960 році остаточно оселився в Жовкві, де і помер.